# La Défense
La Défense és el principal districte de negocis de París, de la seva àrea metropolitana i de la regió de l'Illa de França. Està situat en terrenys de quatre municipis: Courbevoie, Puteaux, Nanterre i La Garenne-Colombes, a l'oest de la ciutat de París.
La Défense és el districte d'edificis de negocis més gran d'Europa, amb 72 gratacels i edificis d'acer i vidre sobre una superfície de 560 hectàrees.
A les seves oficines hi treballen 180.000 persones, que ocupen un total de 3,5 milions de m². Hi ha com a mínim 1.500 empreses, incloent-hi 50 de les principals companyies del món.

## Història

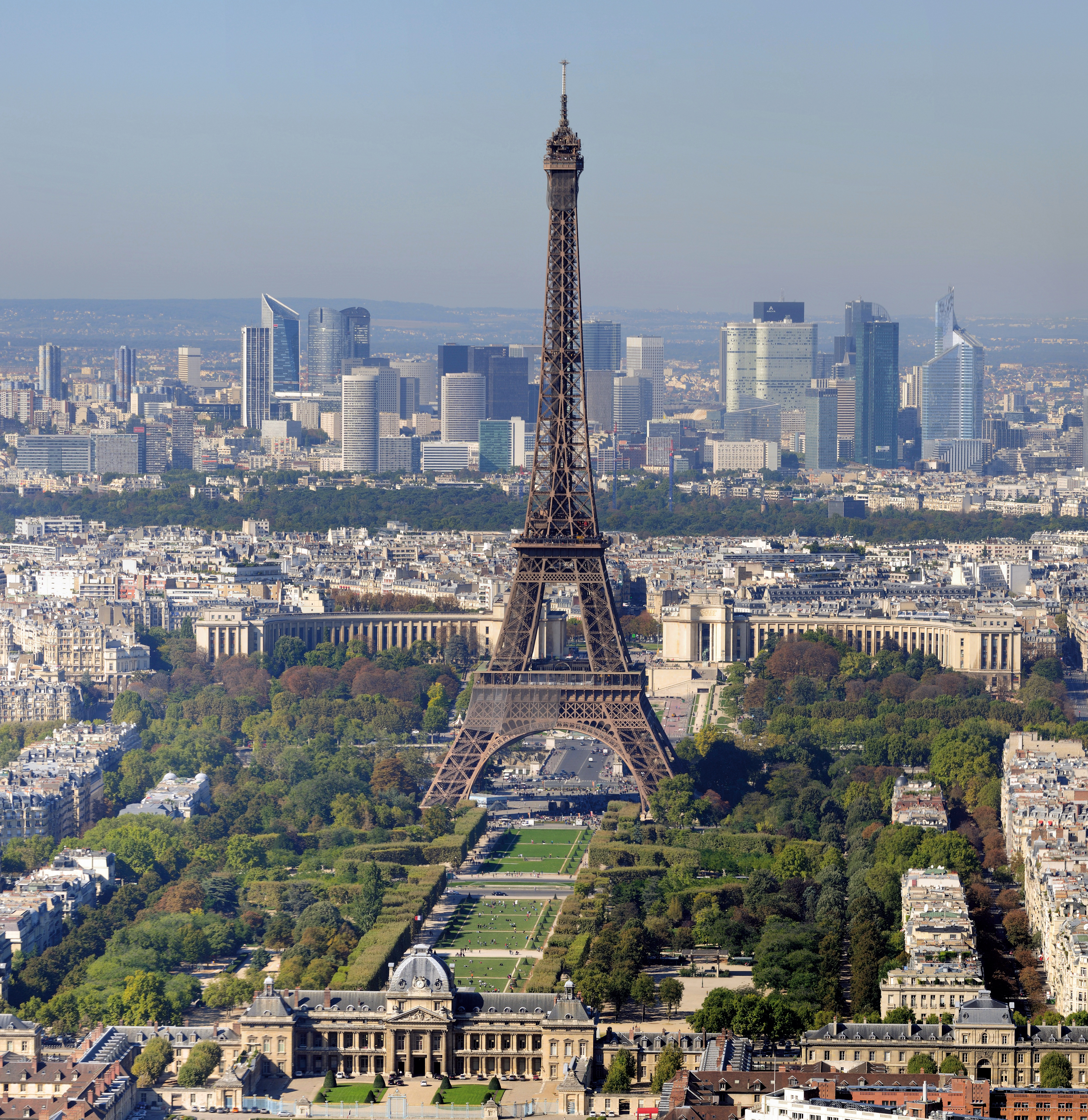
París i els gratacels de La Défense

La Défense rep el nom de l'estàtua La Défense de Paris, erigida l'any 1883 per homenatjar els soldats que havien defensat París durant la guerra francoprussiana.
El setembre del 1958 s'hi van construir els primers edificis. El primer que es va acabar va ser la torre Esso. Els primers gratacels tenien una alçada limitada a 100 metres. L'any 1970, el RER va obrir l'estació de La Défense, que connecta amb Étoile.
El dia de la Bastilla del 1990, el compositor Jean Michel Jarre hi va fer un gran concert amb dos milions d'espectadors.
Entre les corporacions importants amb seu a La Défense hi ha SFR, Société Générale, Total, Aventis, Areva, i Arcelor. El gratacel més alt pertany a AXA, fa 231 metres d'alçada i data del 1974.

Aquest districte de nit

## Educació
- EDC Paris Business School
- EPITA
- ESSEC Business School
- IA Institut
- ICN Business School
- IÉSEG School of Management